# I Stand Alone (Godsmack)
I Stand Alone è il secondo singolo del gruppo alternative metal statunitense Godsmack.
Pubblicato come quinta traccia del terzo album del gruppo (Faceless), pubblicato nel 2003, deve il successo alla sua presenza nella colonna sonora del film: Il Re Scorpione - del 2002 - (nei titoli di coda) - e nel videogioco d'azione: Prince of Persia: Spirito Guerriero, nel 2004.

## Video musicale
Il video, diretto dai fratelli Strause, è basato sul film e vi sono presenti scene della pellicola stessa.

## Testo
Il singolo è stato scritto da Sully Erna e prodotto da Andrew Mudrock. Circa il componimento e la creazione della canzone, il primo ha affermato le seguenti parole:
In termini di produzione, Robbie Merrill ha dichiarato che Mudrock era riuscito a portare Sully ad un altro livello con la sua gamma vocale e provato diverse idee che la band non avrebbe mai provato; tuttavia, era intenzionata a dare una possibilità al produttore.

### Produzione
Circa la produzione della musica e del testo, sul set del video di accompagnamento, Erna ha affermato le seguenti parole:
Non lo so davvero perché è così com'è. Immagino che ci sia sempre questa mistica in quelle persone che sono davvero difficili ma forse si sentono un po' sole dentro. Quindi i testi sono in qualche modo basati sul suo personaggio - essere più mascolino può significare essere ancor più isolato e solitario.»

## Classifiche
| Classifica (2003)                                      | Posizione massima |
| ------------------------------------------------------ | ----------------- |
| Australia (A.R.I.A.)                                   | 90                |
| Germania (O.G.C.)                                      | 96                |
| Paesi Bassi (Single Top 100)                           | 70                |
| Stati Uniti Bubbling Under Hot 100 (Billboard Hot 100) | 2                 |
| Stati Uniti Alternative Songs (Billboard Hot 100)      | 20                |
| Stati Uniti Mainstream Rock Songs (Billboard Hot 100)  | 1                 |

## Tracce
Testi e musiche di Erna.
1. I Stand Alone – 4:07
2. Bad Religion – 3:13
3. Sick of Life – 3:46
4. Vampires – 3:46

Durata totale: 14:52
Anche se è apparso su Faceless, I Stand Alone è stato lanciato un anno prima - insieme al film: Il Re Scorpione - e la sua aggiunta all'album (prima citato) avvenne solo successivamente. Pertanto, le tracce del singolo sono tutte escluse dalle loro versioni precedenti: Godsmack e Awake.